# Ermanno Comuzio
Ermanno Comuzio (Bergamo, 1923 – Bergamo, 24 agosto 2012) è stato un giornalista, saggista, critico cinematografico e musicale italiano.

## Biografia
Inizia a scrivere recensioni poco dopo la metà degli anni '40 per la rivista Hollywood. In seguito è titolare della rubrica cinematografica e teatrale del Giornale di Bergamo, ha collaborato a diverse riviste tra cui "Sipario", "Cineforum", "Cinematografo", "Carte di Cinema" e ha curato voci per Filmlexicon, l'Enciclopedia dello Spettacolo e l'Enciclopedia Italiana Treccani.
Tra le sue numerose pubblicazioni, le monografie su George Cukor, Raoul Walsh, King Vidor (tutte e tre per Il Castoro), Mark Sandrich (Lindau), Erich von Stroheim (Gremese), e soprattutto, frutto della sua passione combinata per la musica e il cinema, il Dizionario ragionato dei musicisti cinematografici e il Dizionario ragionato dei compositori cinematografici, Film Music Lexicon (Amm. Prov. Di Pavia), Colonna Sonora (in prima edizione per Il Formichiere, e poi, ampliato e aggiornato, per l'Ente dello Spettacolo), e i tre volumi in cofanetto con dvd Musicisti per lo schermo (Ente dello Spettacolo).
Ha pubblicato anche saggi sulla storia del teatro in Italia e nella provincia bergamasca.
Ha partecipato più volte in veste di giurato al concorso internazionale di musiche per film "Mario Nascimbene", è stato presidente di giuria al festival "Roseto opera prima" e giurato al film festival del Garda.

## Pubblicazioni
- Colonna sonora. Dizionario ragionato dei musicisti cinematografici, Ente dello Spettacolo, 1992 - ISBN 888509502X
- Erich von Stroheim. Fasto e decadenza di un geniale sfrenato e anticonformista maestro della storia del cinema. Gremese, 1998 - ISBN 8877421649
- Mark Sandrich. Cappello a cilindro, Lindau, Universale Film, 2002 - ISBN 978-88-7180-392-0
- Musicisti per lo schermo. Dizionario ragionato dei compositori cinematografici, Ente dello Spettacolo, 2004 - ISBN 8885095232
- William Walton. Tra Londra e Ischia tra musica da concerto e musica per film, Grafital, 2013 - ISBN 978-88-89544-18-1

## Premi
- Premio Fiorello Zangrando per la critica cinematografica (1995)
- Premio Domenico Meccoli. Scrivere di cinema (1997)
- Premio Ring! Festival della critica cinematografica (2003).